# Акалтын (Шардаринский район)
Акалтын (каз. Ақалтын, до 1990 г. — 60-летия Казахстана) — село в Шардаринском районе Туркестанской области Казахстана. Административный центр Акшенгельдинского сельского округа. Находится в 90 км от города Шардара, на автомобильной трассе Шардара — Туркистан. Ближайшая железнодорожная станция — Арыс (в 54 км). Код КАТО — 516433100.

## Население
В 1999 году население села составляло 2031 человек (1030 мужчин и 1001 женщина). По данным переписи 2009 года, в селе проживали 2384 человека (1230 мужчин и 1154 женщины).